# Suwaia longicornis
Suwaia longicornis är en tvåvingeart som först beskrevs av Friedrich Georg Hendel 1913.  Suwaia longicornis ingår i släktet Suwaia och familjen kolvflugor. Inga underarter finns listade i Catalogue of Life.